# Vreneli-Museum
Das Vreneli-Museum geht der Geschichte von Vreneli (Verena) und Hansjoggeli (Hansjakob) nach, den Protagonisten aus dem Guggisberglied, dem wohl ältesten Volkslied der Schweiz. Es steht gegenüber der Kirche im Zentrum des Dorfes Guggisberg im Kanton Bern in der Schweiz.

## Gebäude

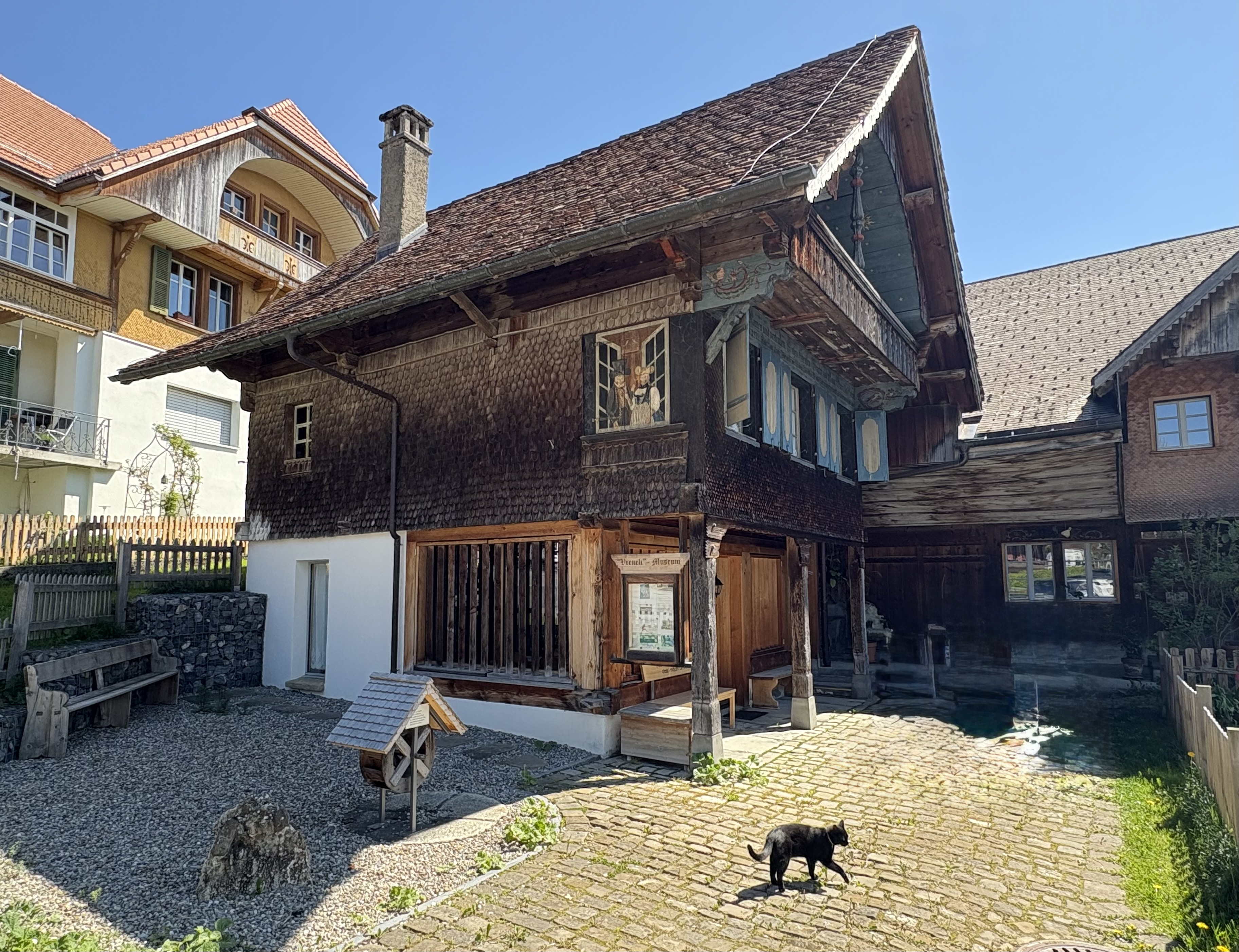
Das Museum im «Stöckli»

Das Haus mit geschindelter Fassade wurde 1812 vom Zimmermeister Hans Beyeler für die Eheleute Christian und Anna Beyeler erbaut. In der Wölbung über der geschnitzten Laube ist das Wappen der Familie sichtbar, es stellt einen Bienenkorb dar. Der Spruch unterhalb des Balkons lautet: «In Gottes Namen und Vertrauen haben Christian und Anna Beyeler dies Gebäude hier lassen bauen. Im 1812. Jahr Hans Beyeler Zimmermeister war. Die diesen Bau besitzen, die wolle Gott beschützen, mit Segen zieren und zuletzt in Himmel führen.» Das Haus ist unter der Bezeichnung «Trifeler Babis Stöckli» als Schweizer Kulturgut der Klasse A von nationaler Bedeutung unter der Nummer 09221 aufgeführt.
1892 kaufte Frau Barbara Glaus († 1918) das Gebäude für 1700 Franken. Sie wohnte im 1. Stock mit ihren sieben Kindern, wobei die grösseren wahrscheinlich nicht immer dort wohnten. Das Stöckli wurde bis 1952 von Barbara Glaus jüngster Tochter Rosa bewohnt.
Im Winter 2011/12 wurde das Fundament des Hauses mit Unterstützung der Denkmalpflege, der Gemeinde, der Schweizer Berghilfe und privater Spender erneuert und im Erdgeschoss ein Empfangsraum eingerichtet. 2021 wurde ein weiterer Raum ausgebaut, in dem jetzt die Puppensammlung und die Modellhäuser ausgestellt sind. Das Stöckli und das danebenstehende Bauernhaus sind heute in Privatbesitz und wird dem Trägerverein zur Nutzung als Museum in einem Dienstbarkeitsvertrag zur Verfügung gestellt, d. h. der Verein sorgt für den Unterhalt.

## Museum
Die Ausstellung wurde 1995 erstellt und im Heimatmuseum von Schwarzenburg (heute Regionalmuseum Gantrisch) erstmals gezeigt, 1998 Elemente daraus anlässlich der 850-Jahr-Feier der Gemeinde Guggisberg zum Thema «Vreneli ab em Guggisbärg».

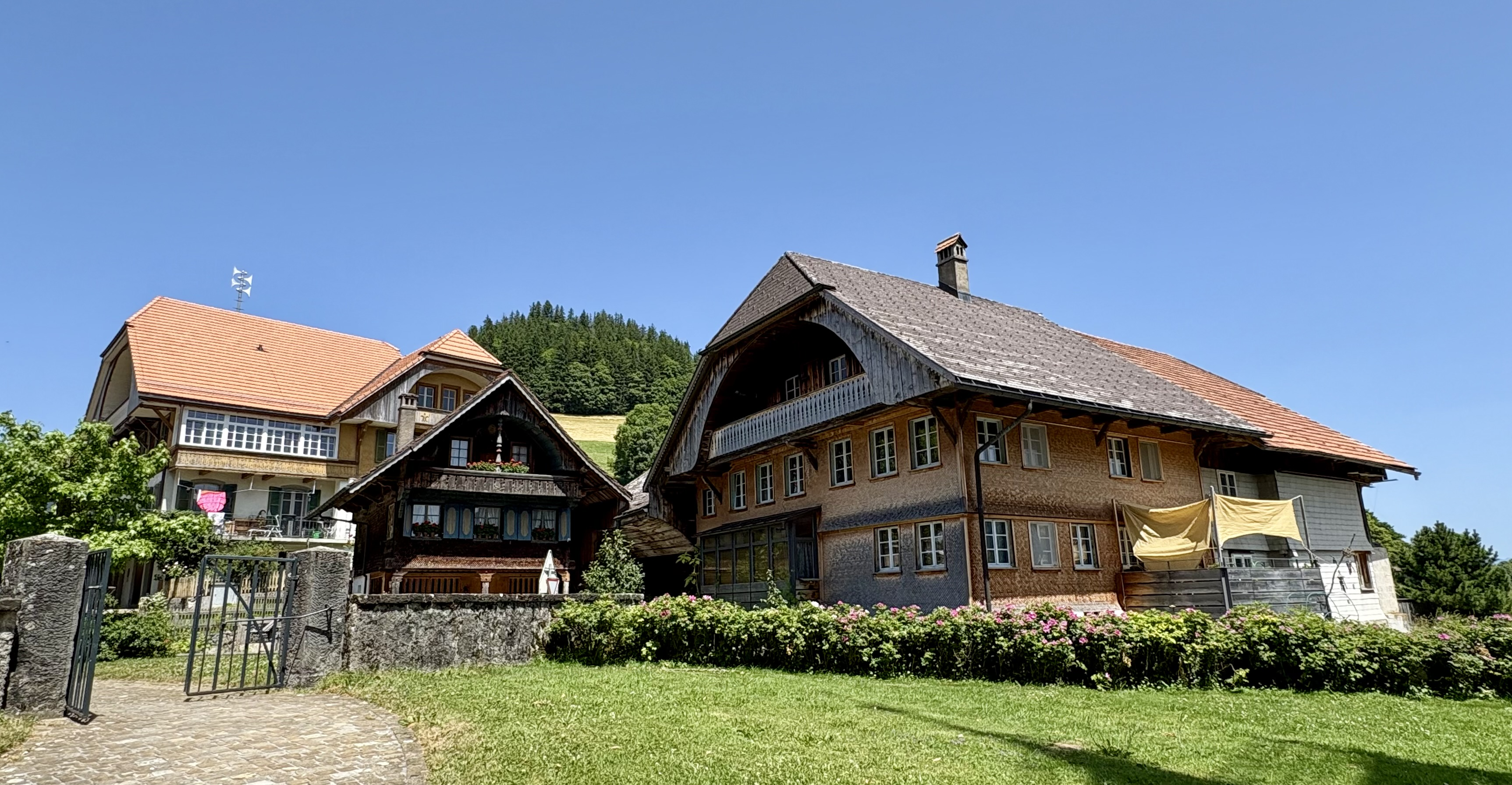
Häusergruppe, das Museum in der Mitte

Weil die Ausstellung ein grosser Erfolg war, wurde sie nach den Feierlichkeiten von der langjährigen Zivilstandsbeamtin Lydia Bucher als Museum weitergeführt. Im 20. Jahrhundert legte die Besitzerfamilie des ehemaligen Gemeindeschreibers Ernst W. Stalder eine umfangreiche Sammlung von Geräten und Gegenständen an. Seit der Gründung des Trägervereins «Vreneli-Museum Guggisberg» im Jahr 2006 wird die erweiterte Sammlung durch ein Führungsteam betreut.
Das Museum zeigt neben zahlreichen Abbildungen von Vreneli und Hansjoggeli einen Haushalt und Gegenstände aus früherer Zeit. Im neu gestalteten Empfangsraum im Erdgeschoss steht eine Emmentaler Hausorgel aus dem 18. Jahrhundert, ein Erbstück des ehemaligen Gemeindeschreibers Andreas Stalder sowie eine Vitrine mit Puppen und Requisiten des Puppentheaters «Vreneli und Hansjoggeli» von Jean Bindschedler zu Vrenelis Geschichte vom November 2011.
Die zwei Stuben, das Schlafzimmer und die Küche im ersten Stock sind eingerichtet wie am Ende des 19. Jahrhunderts. Mehrere lebensgrosse Schaufensterpuppen tragen lokale Trachten. Die Guggisberger Tracht der Frauen war für diese Zeit ungewöhnlich kurz. Grund dafür sei die Armut der Bevölkerung gewesen, kurze Röcke brauchten weniger Stoff. Zudem war er den Frauen bei der Arbeit auf den Feldern weniger in den Weg.
Im Dachstock informieren Tafeln über die Dorfhistorie und die Geschichte von Vreneli und des Guggisbergerlieds, das über Lautsprecher abgespielt werden kann.
In einem 2021 neu eingerichteten Raum ist eine Sammlung von 51 Puppen aus sämtlichen Kantonen der Schweiz ausgestellt. Sie wurden von der Schneiderin und Handarbeitslehrerin Greti Schwab-Hurni (1931–2021) aus Kallnach mit Originalmaterialien von Hand detailgetreu hergestellt.
Die Sammlung von 21 Modellhäusern aus verschiedenen Regionen der Schweiz wurden von Edwin Kistler aus Cham ZG hergestellt. Er besuchte die Besitzer, fotografierte die Häuser, vermass sie und baute sie im Verlauf von etwa 45 Jahren im Massstab 1:60 detailgetreu nach. Auf Knopfdruck können sie gedreht werden, auf einer Schweizerkarte leuchtet der Ort auf, wo das originale Haus steht. Über tausend Museumsobjekte sind digital erfasst und online zugänglich.

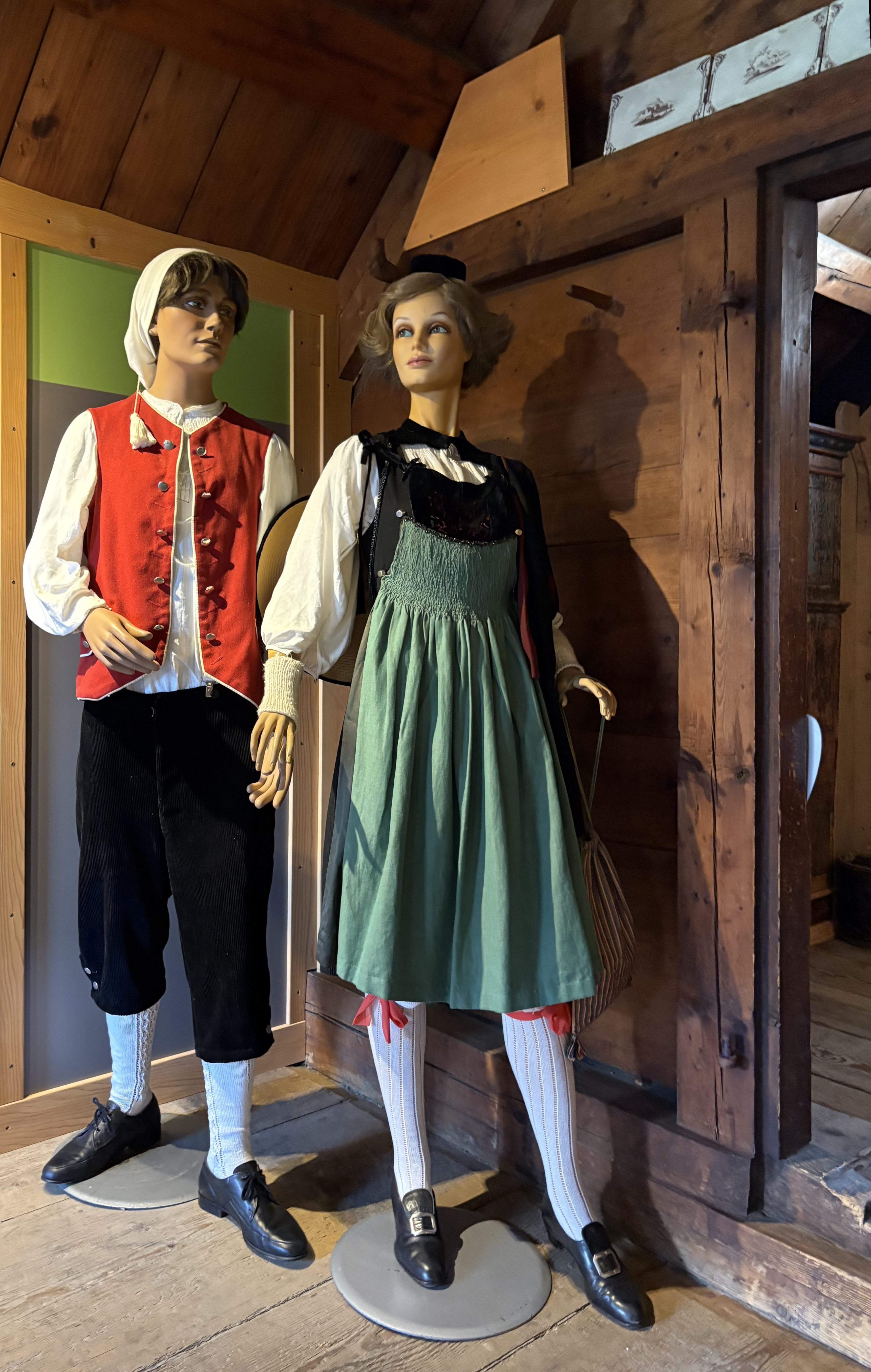
Trachten
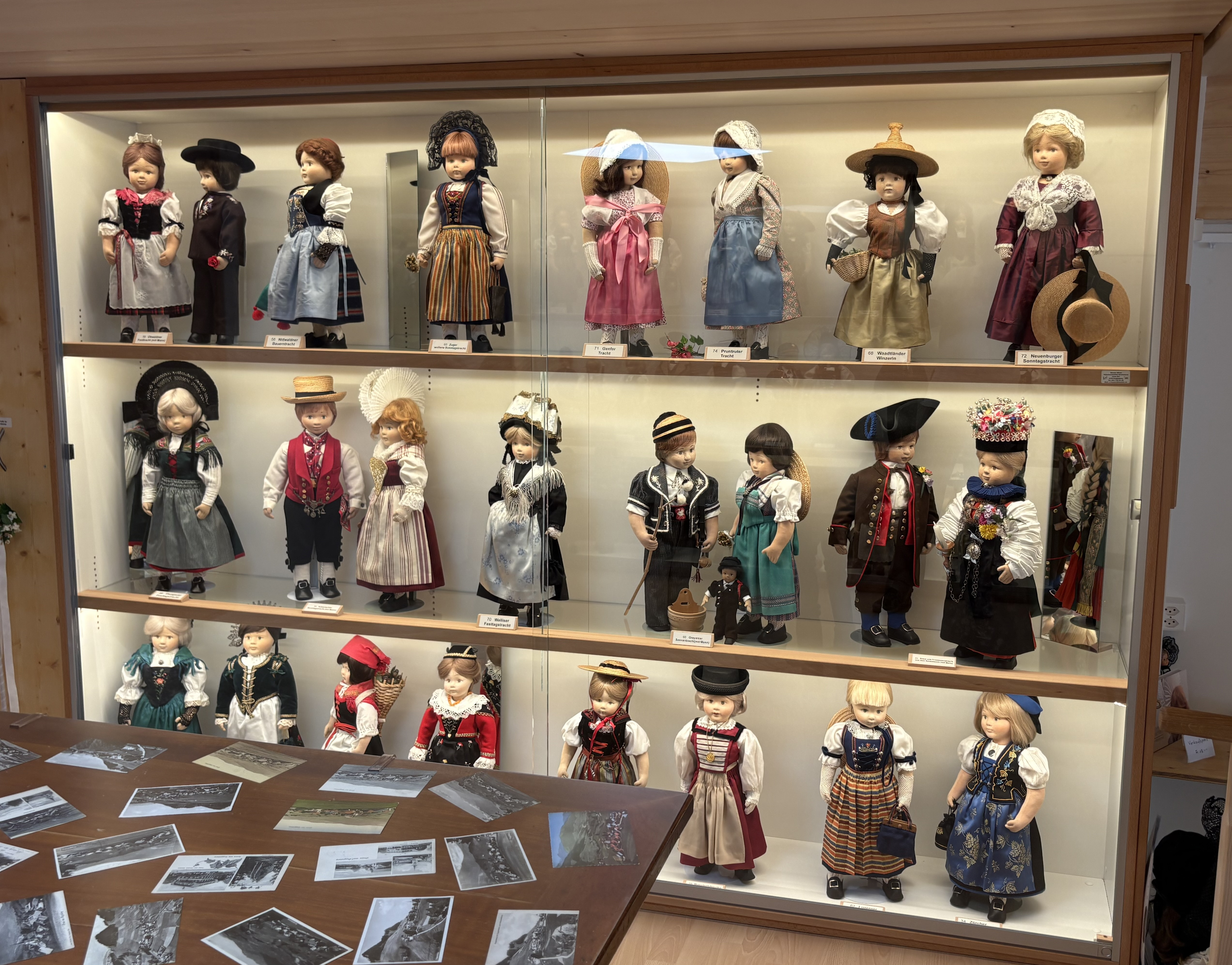
Puppensammlung
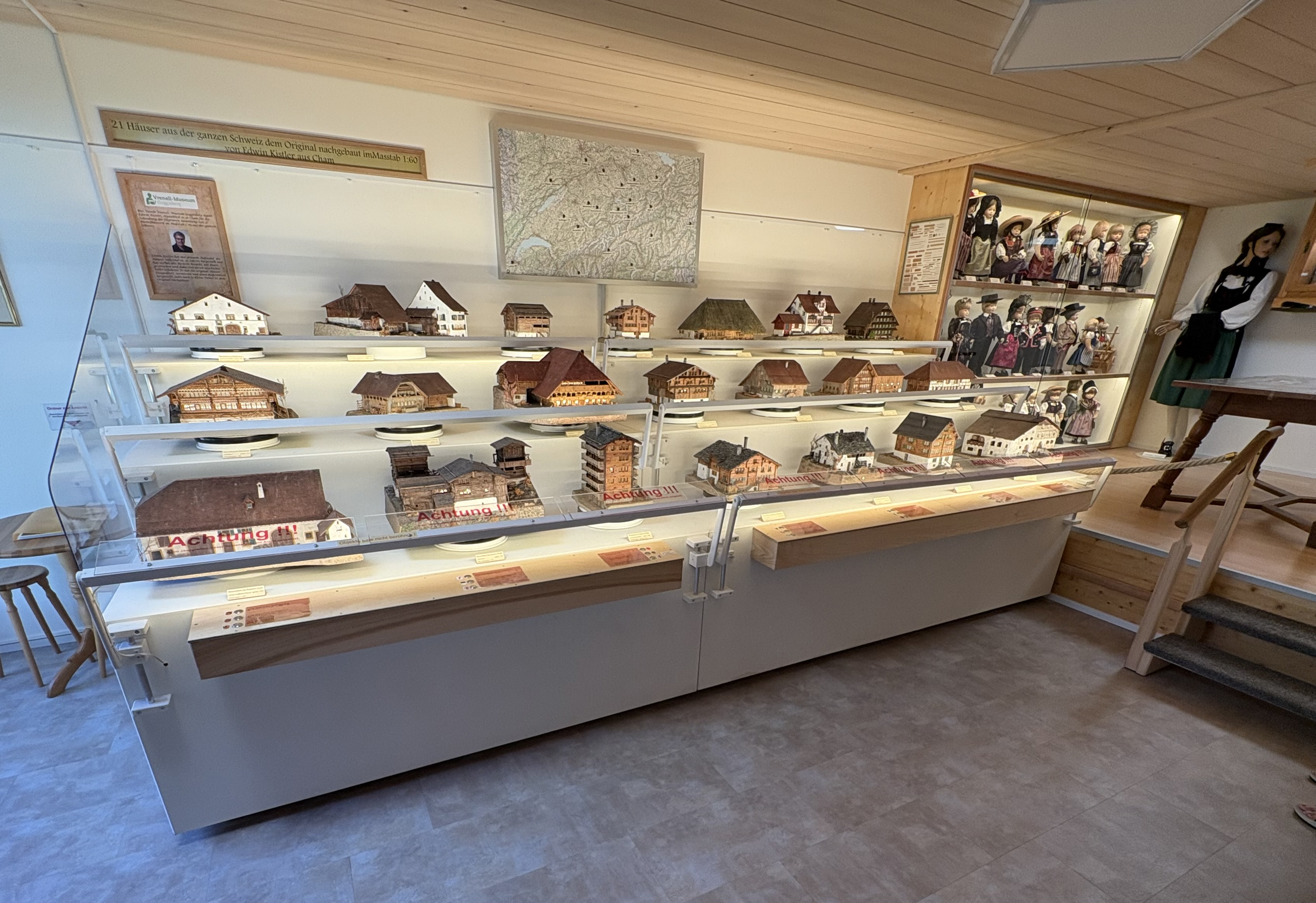
Modellhäuser
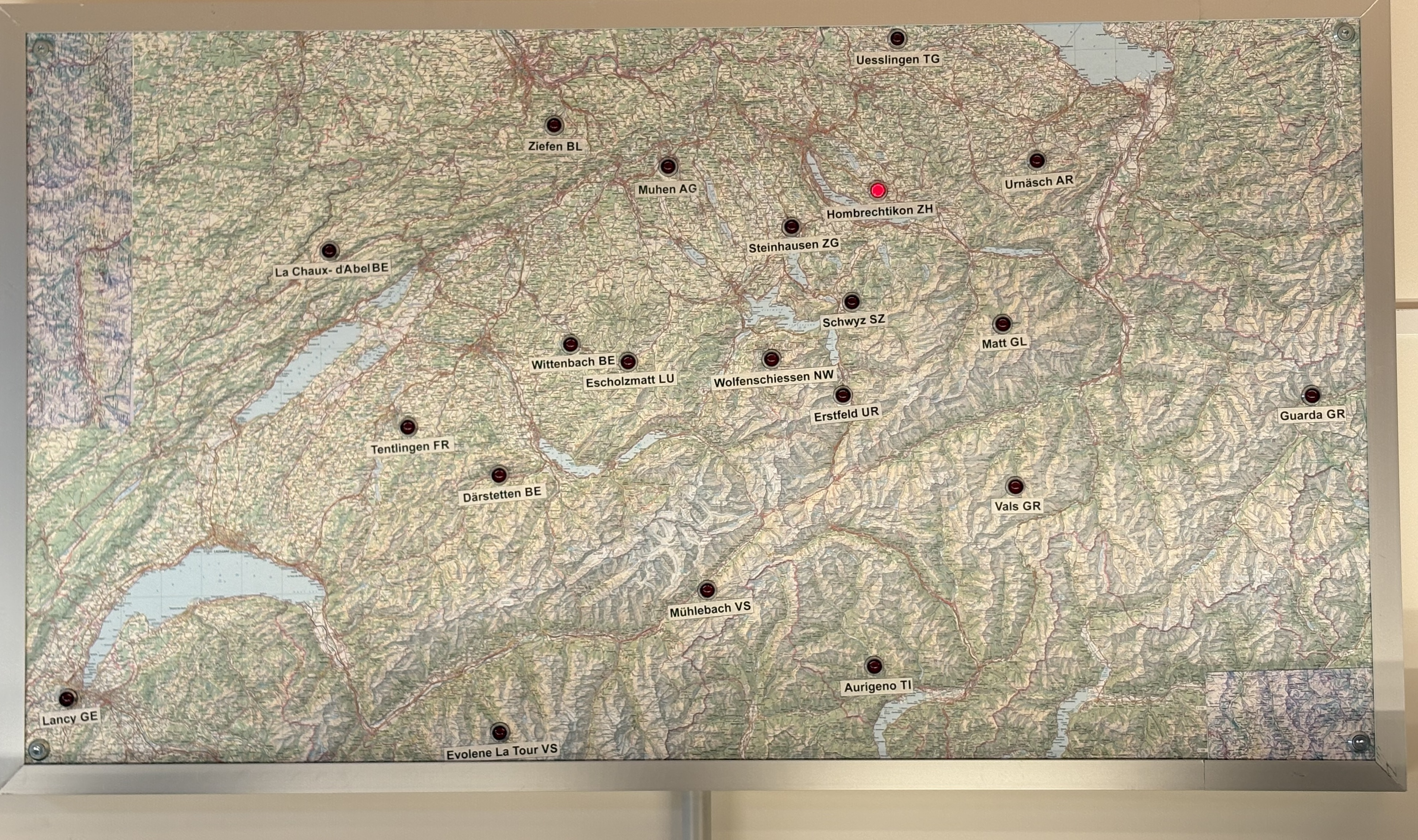
Verortung der Häuser

Am Weg neben dem Haus steht der Vreneli-Brunnen. Er wurde 1973 von der ehemaligen Guggisbergerin Bertha Giger-Hostettler gestiftet. Die Bronzestatue des Vreneli schuf der Berner Künstler Max Fueter.

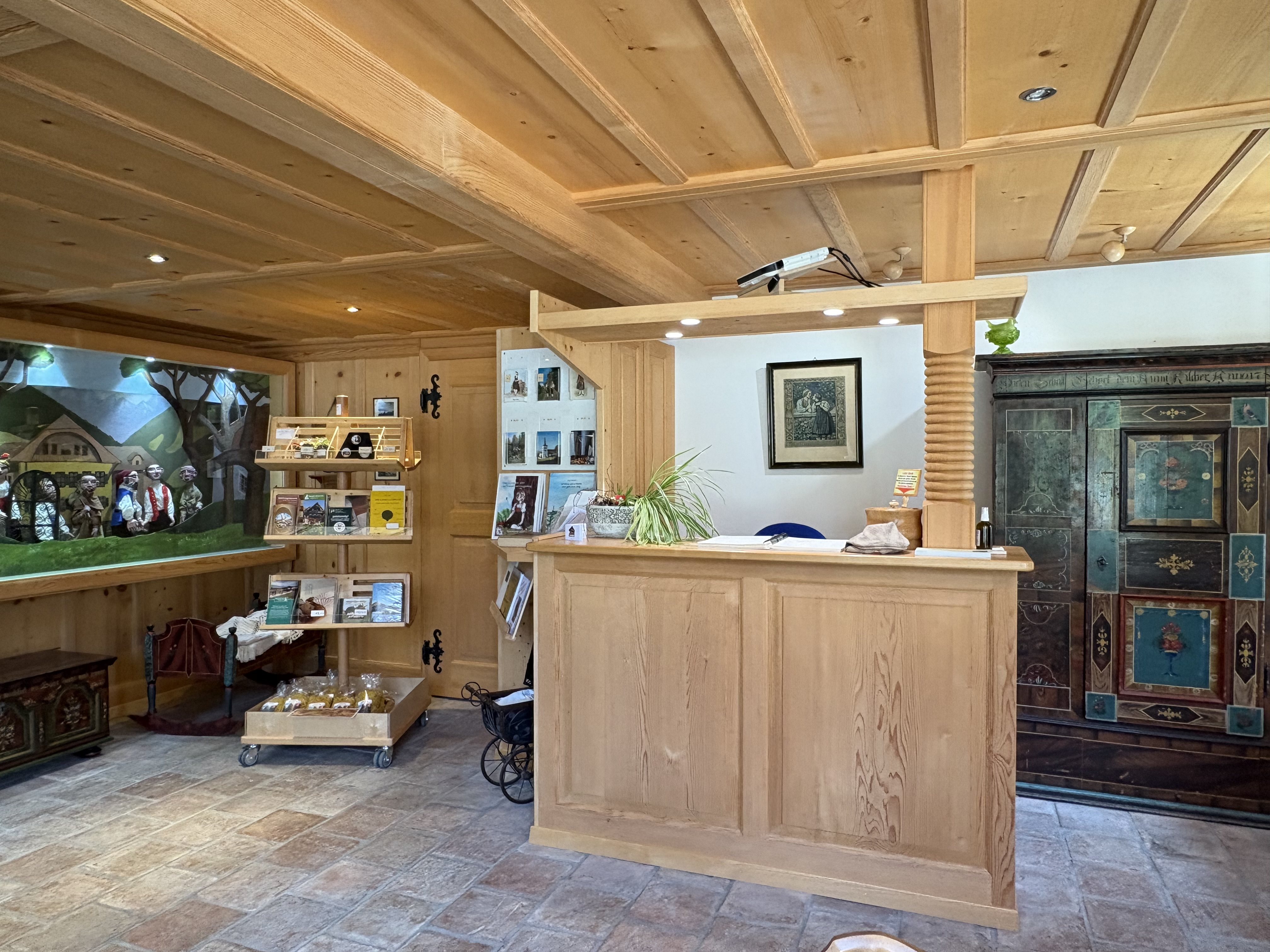
Empfangsraum
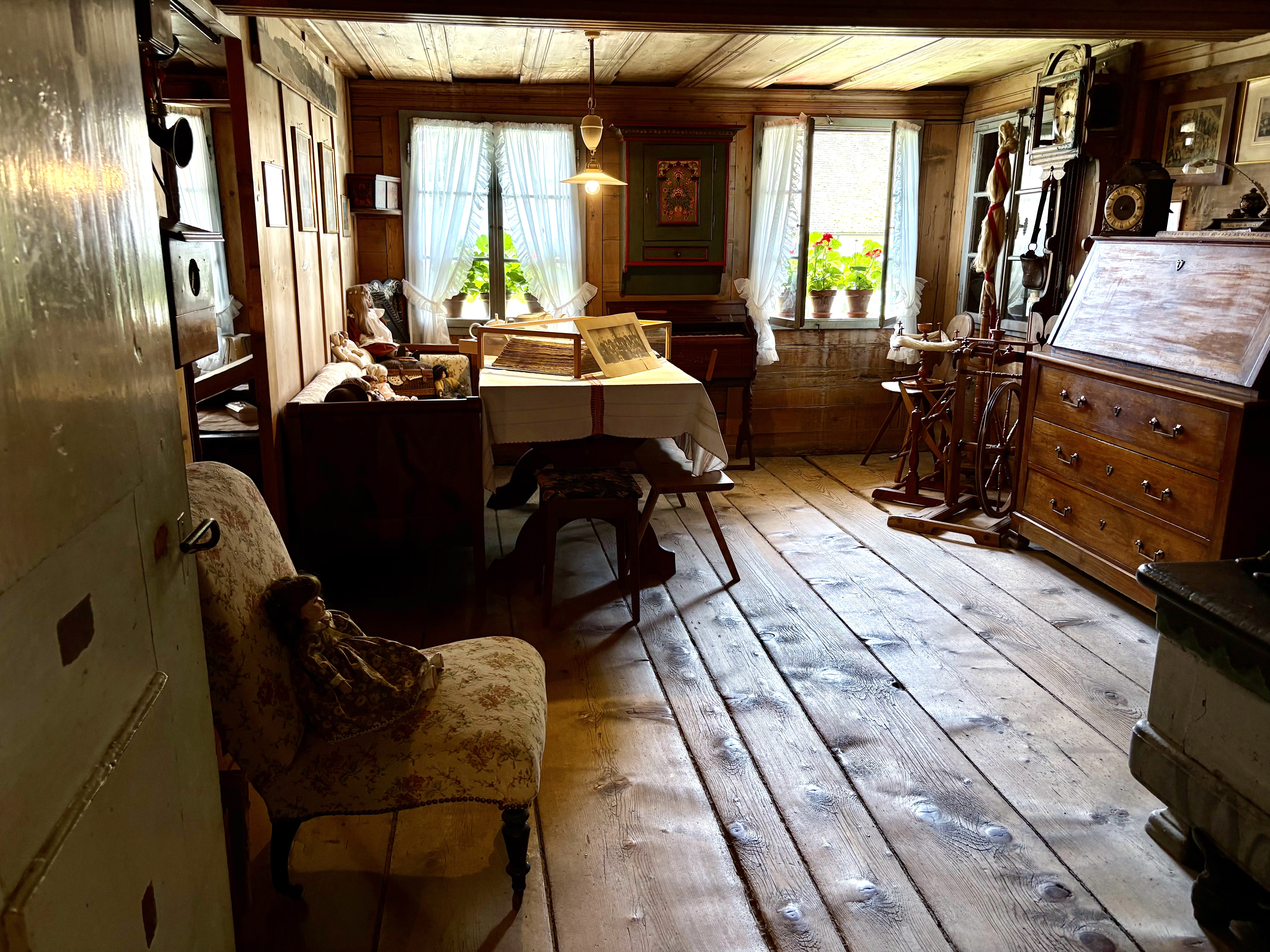
Stube
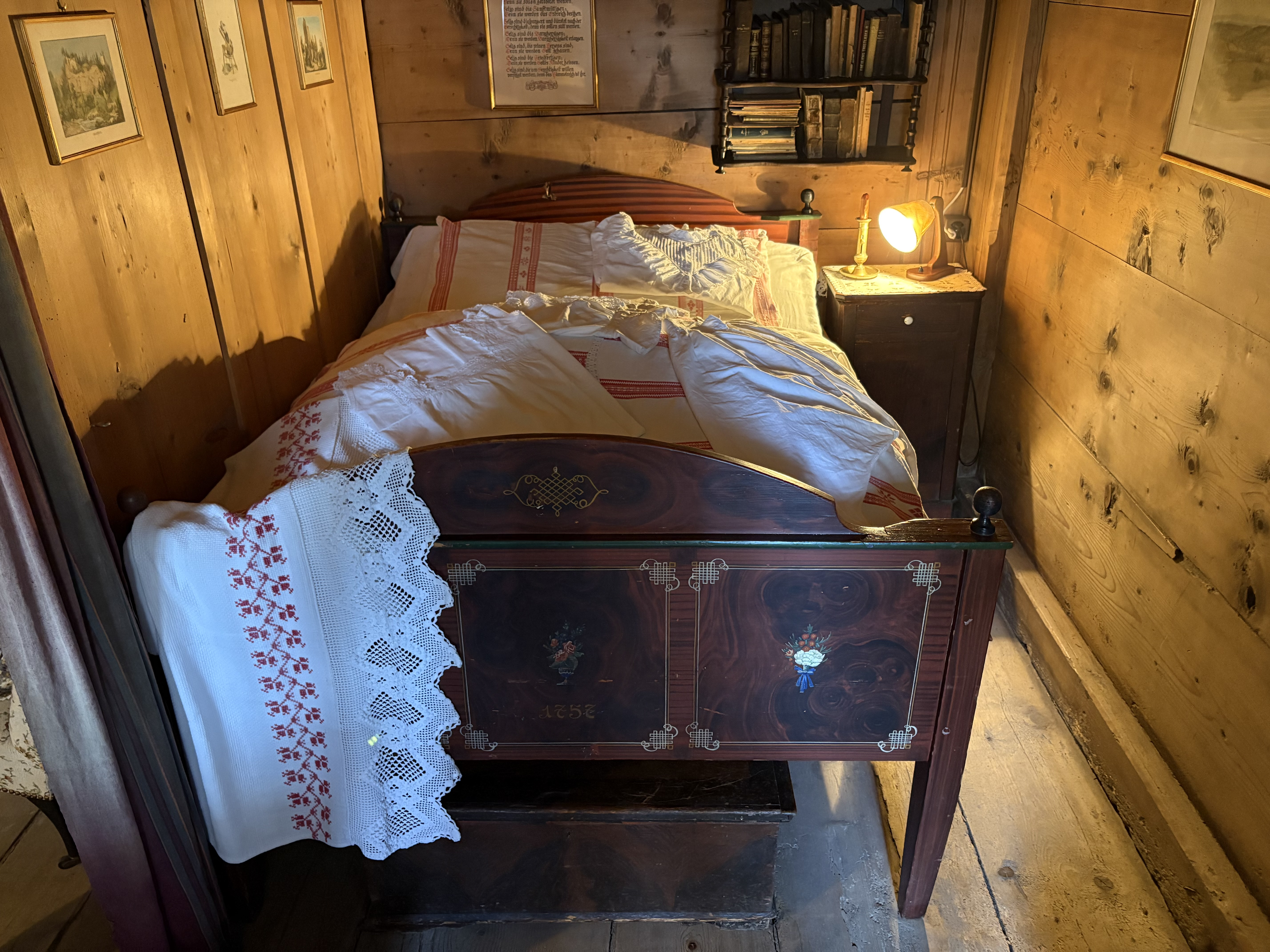
Schlafraum
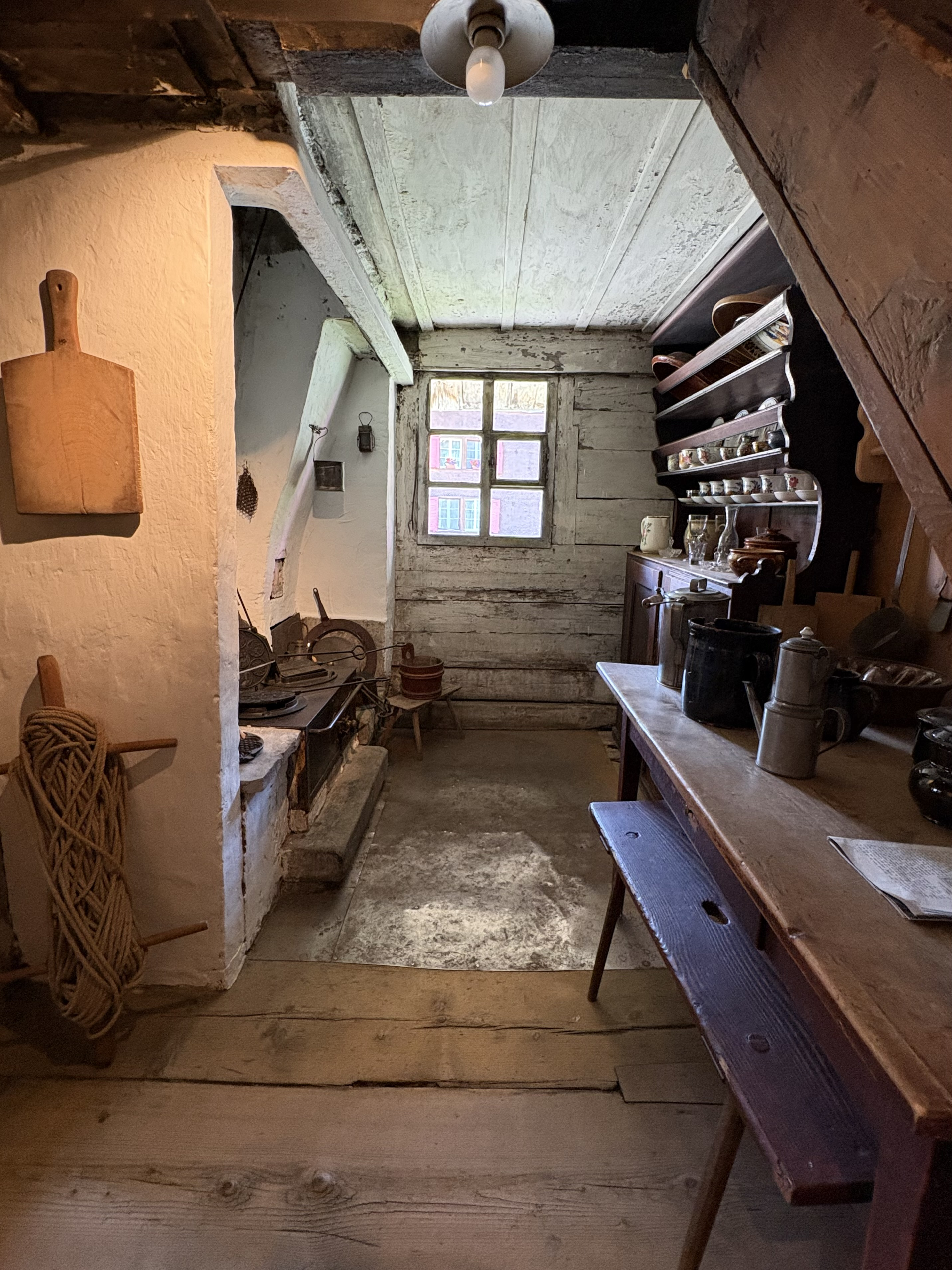
Küche
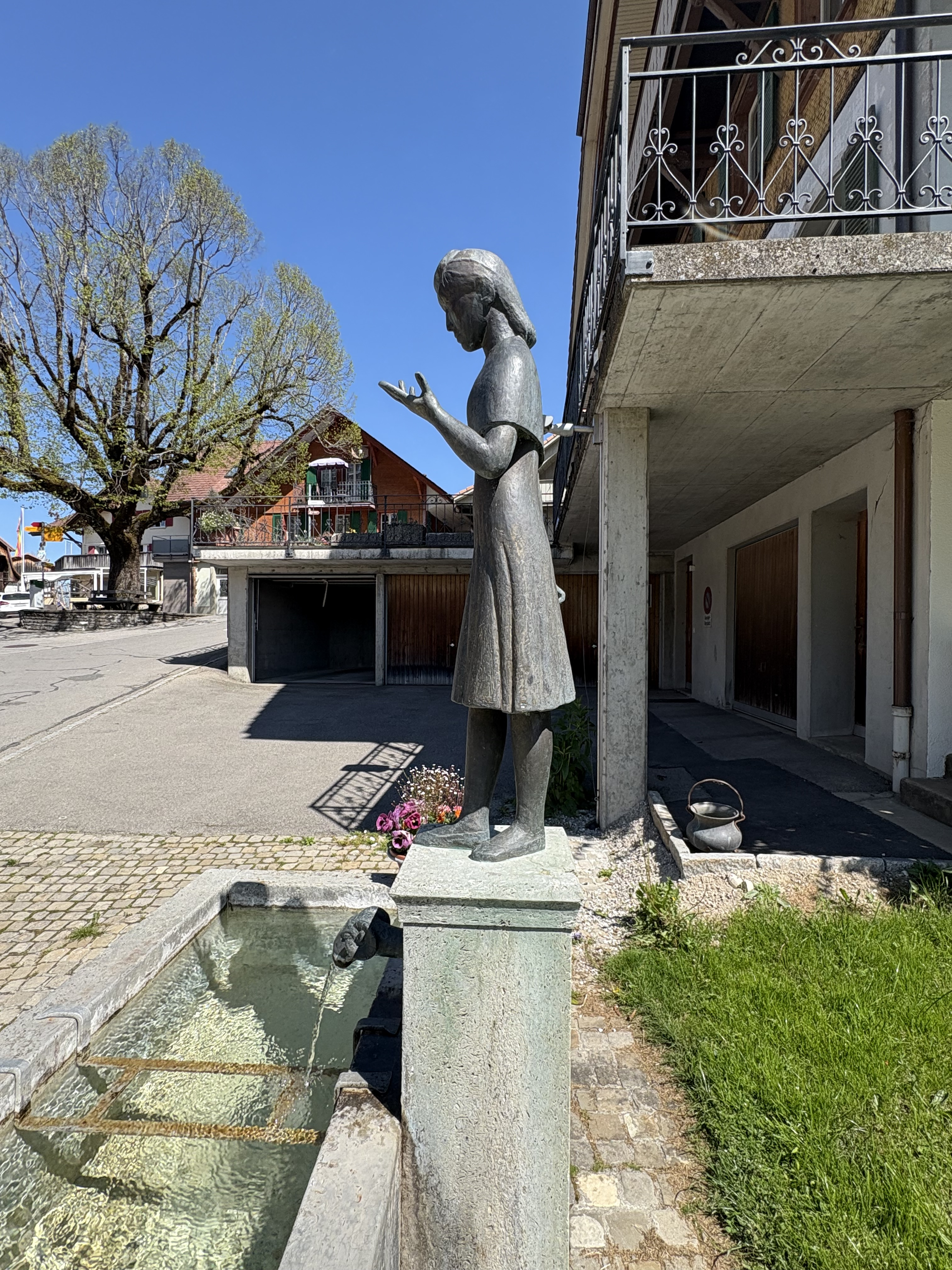
Vrenelibrunnen

Das Museum ist nur auf Voranmeldung und nur für Führungen offen.

## Die Geschichte von Vreneli und Hansjoggeli

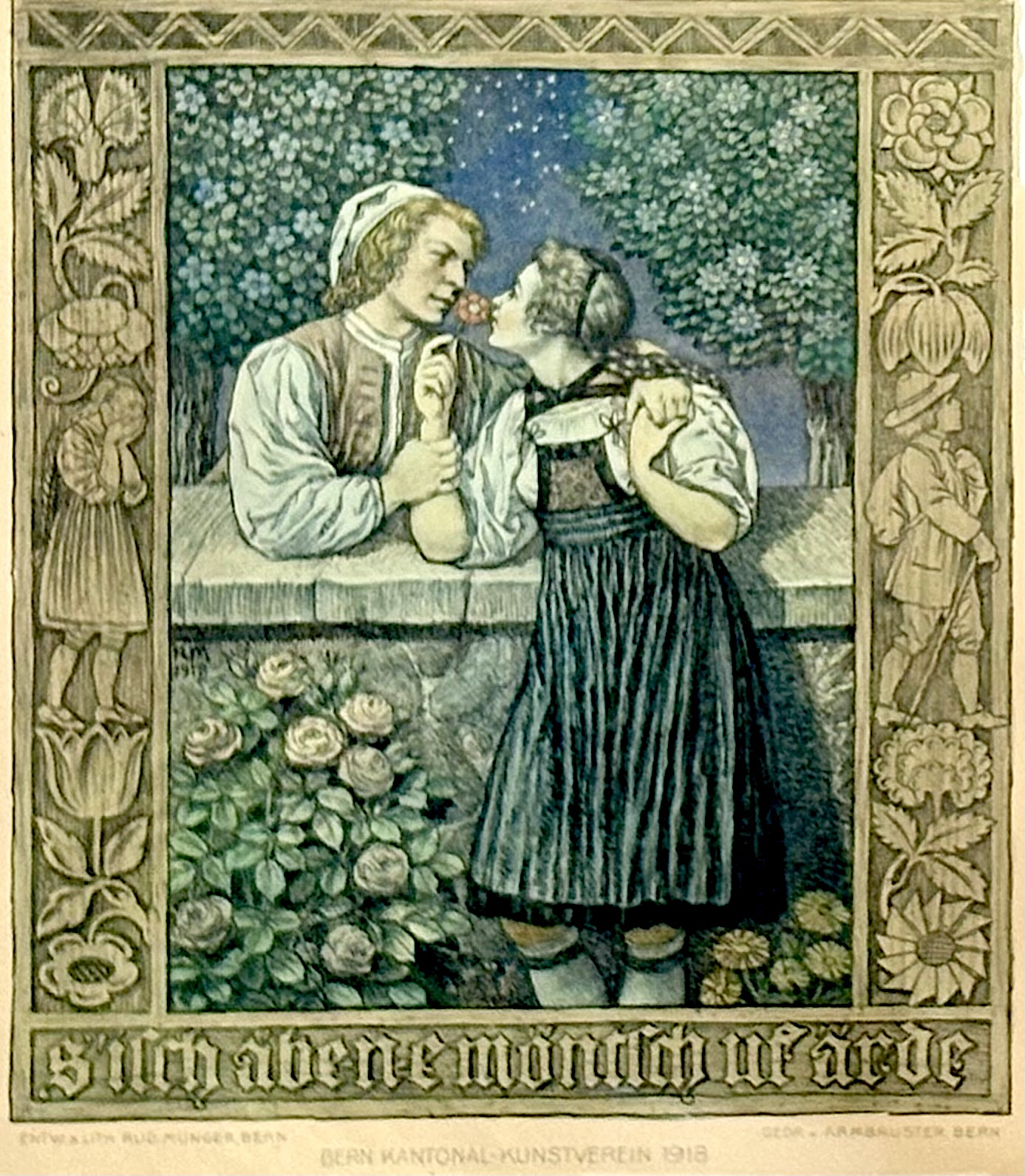
Darstellung von Rudolf Münger

Vrenelis Familie wohnte in Guggisberg im stattlichen Bauernhof «Linde». Der heutige Bau entstand 1883, da das vorherige Haus einem Brand zum Opfer gefallen war. Vreneli verlor früh den Vater. Der benachbarte Bauer und Ammann stand der Witwe und ihrer jungen Tochter mit Rat und Tat bei. Er hätte gerne durch eine Heirat seines Sohnes mit der «Linden»-Tochter die beiden Höfe vereint. Aber Vreneli liebte Simes Hansjoggeli, der «änet em Bärg» wohnte, hinter dem Guggershorn.
Bei einem handfesten Streit mit Hansjoggeli stürzte der Sohn des Bauern und blieb bewusstlos liegen. Hansjoggeli glaubte, er sei tot, und um einer Verurteilung zu entgehen, floh er in „fremde Dienste“. Vreneli blieb mit seiner Liebe und seiner Sehnsucht zurück. Während seiner Zeit in fremden Diensten soll Hansjoggeli von einem Kameraden erfahren habe, dass der Sohn des Ammans noch lebte, worauf er gefahrlos nach Guggisberg zurückkehren konnte. Unterdessen war Vreneli aber an seinem Kummer zerbrochen – Das Mülirad isch broche, Mys Lyd das het en Änd. Lebensdaten von Vreneli sind urkundlich nicht festgehalten.

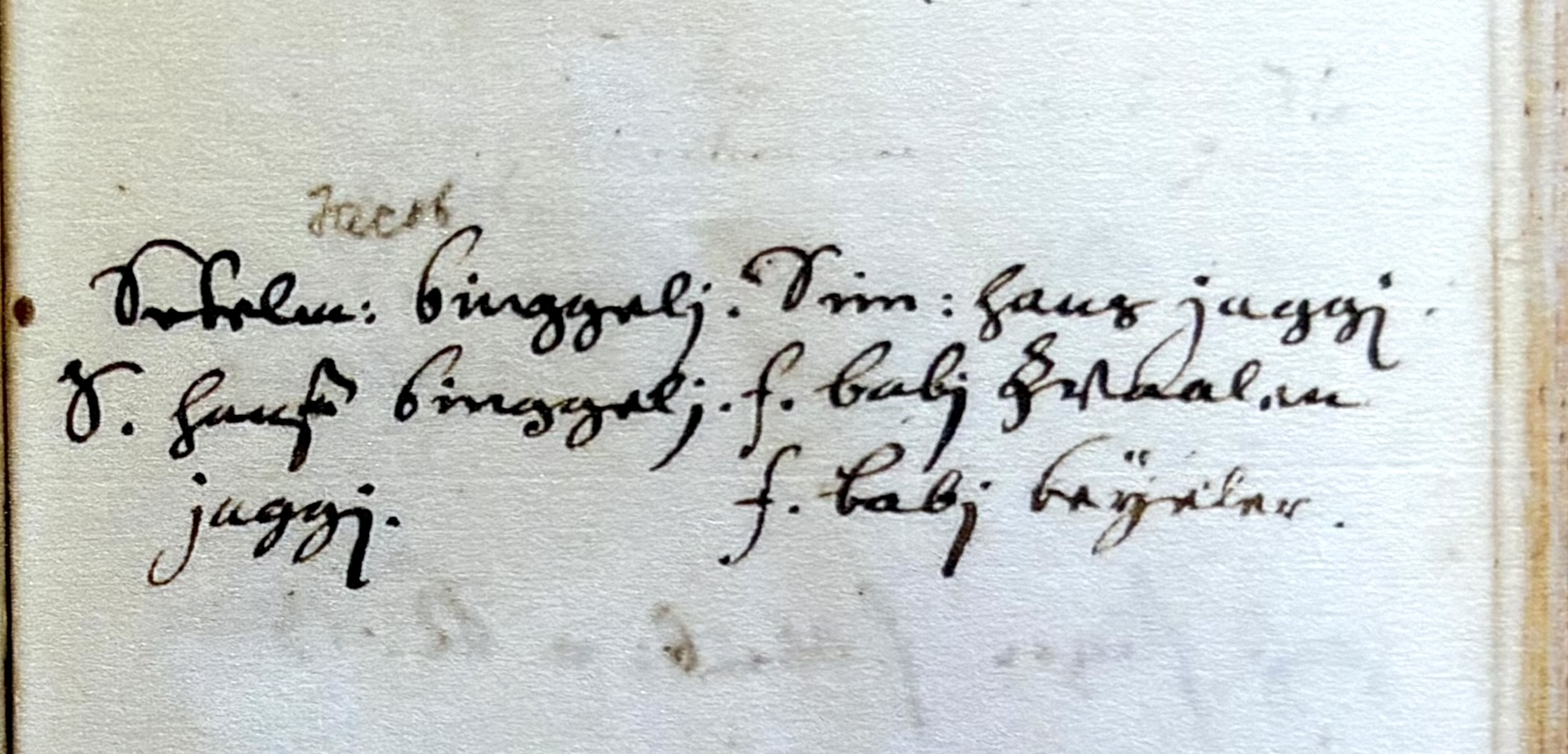
Urkunde von 1715

Ein «Simes Hansjoggeli» hingegen, in der Urkunde Hans-Jaggi genannt, findet sich in mehreren Quelleneinträgen. Allerdings ist nicht immer eindeutig festzustellen, welcher der erwähnten Hans Jaggi (Hansjoggeli) nun der «richtige» ist, auch die Lesart der Dokumente ist nicht auf den ersten Blick ganz klar. So wird am 2. Oktober 1642 in einem Taufrodel von Guggisberg die Geburt eines „Binggeli Hans Jacob“ als Sohn eines Simons erwähnt.
In der Einwohnerzählung von Guggisberg von 1715 ist ein (Jakob) Binggeli Sim. Hans Jaggi erwähnt.

Transkription:

Siselen: (Jacob) Binggeli. Sim[mes/eons]: Hans Jaggi [Hansjoggeli]

S. [Sponsor = Pate]  f[rau]. Babi [Barbara] Zwaalen [Zwahlen] Jaggi f. Babi Beÿeler
Deutung: Der Familienname ist Binggeli. Der Täufling heisst Hans Jaggi, sein Vater ist Jacob Binggeli.
Der Vater des Vaters, also der Grossvater des Täuflings, heisst Sim[e/on] [Binggeli] – da es offenbar mehrere Jacob Binggeli gab, wurde zusätzlich der Name von dessen Vater Sim[e/on] angegeben. Hans und Jaggi sind die Paten und die Namensgeber des Täuflings. Was es mit der Ortschaft Siselen auf sich hat, ist nicht klar, ev. die Herkunft von Jacob Binggeli.
In der Zählung von 1736 sind Hans und Jaggi unter der Hofbezeichnung «Wahlenhaus» aufgeführt. Der Weiler Wahlenhaus liegt auf der Nordseite des Guggershorns, also „änet em Berg“. Denkbar also, dass Hansjoggeli nach seiner Rückkehr eine Familie gegründet hat – wenn auch nicht mit dem Vreneli.
Im Totenrodel von 1736 findet sich unter dem 19. Dezember wieder ein Hans Jacob Binggeli. Falls Hans-Joggeli also von 1642 bis 1736 lebte, wäre er 94 Jahre alt geworden, in der damaligen Zeit allerdings äusserst unwahrscheinlich.
In seiner Volksliedersammlung von 1826 erzählt Johann Rudolf Wyss (1782–1830), dass ein längst verstorbener Pfarrer von Guggisberg den Hansjoggeli auf seinem Sterbebett besucht habe. Bei dieser Gelegenheit erzählte Hansjoggeli dem Pfarrer vielleicht ja seine Erlebnisse, wodurch die Legende dieser unglücklichen Liebesgeschichte ihren Anfang genommen haben könnte.
In der Guggisberger Kirche gestaltete der Künstler Max Brunner 1983 ein Kirchenfenster zu dieser Liebesgeschichte.

## Darstellungen von Vreneli und Hansjoggeli

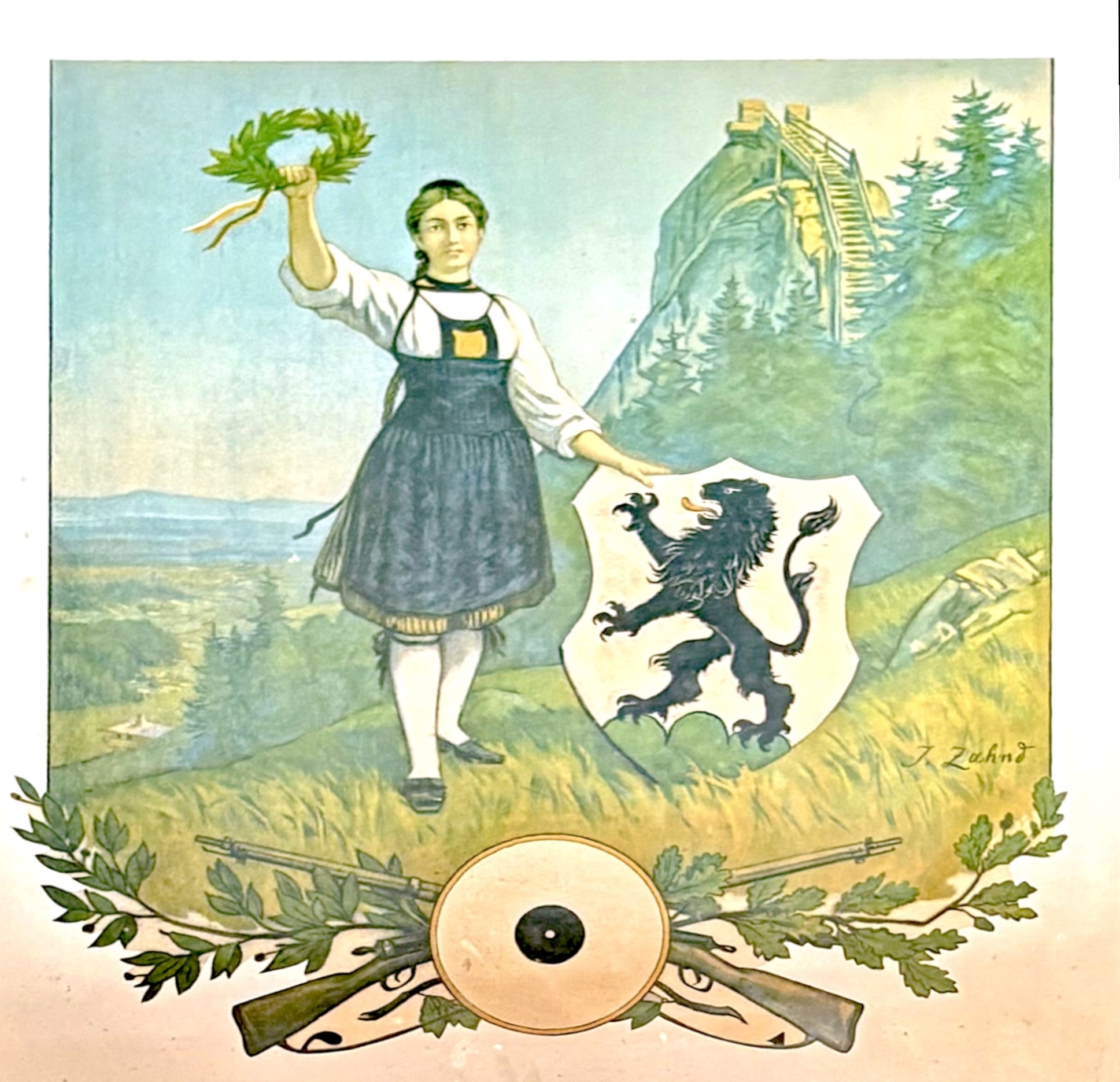
Vreneli mit dem Schwarzenburger-Wappen. Zahnd malte ursprünglich das Vreneli mit dem Hansjoggeli, aber die auftraggebenden Schützen wollten nur das Vreneli mit dem Schwarzenburger-wappen
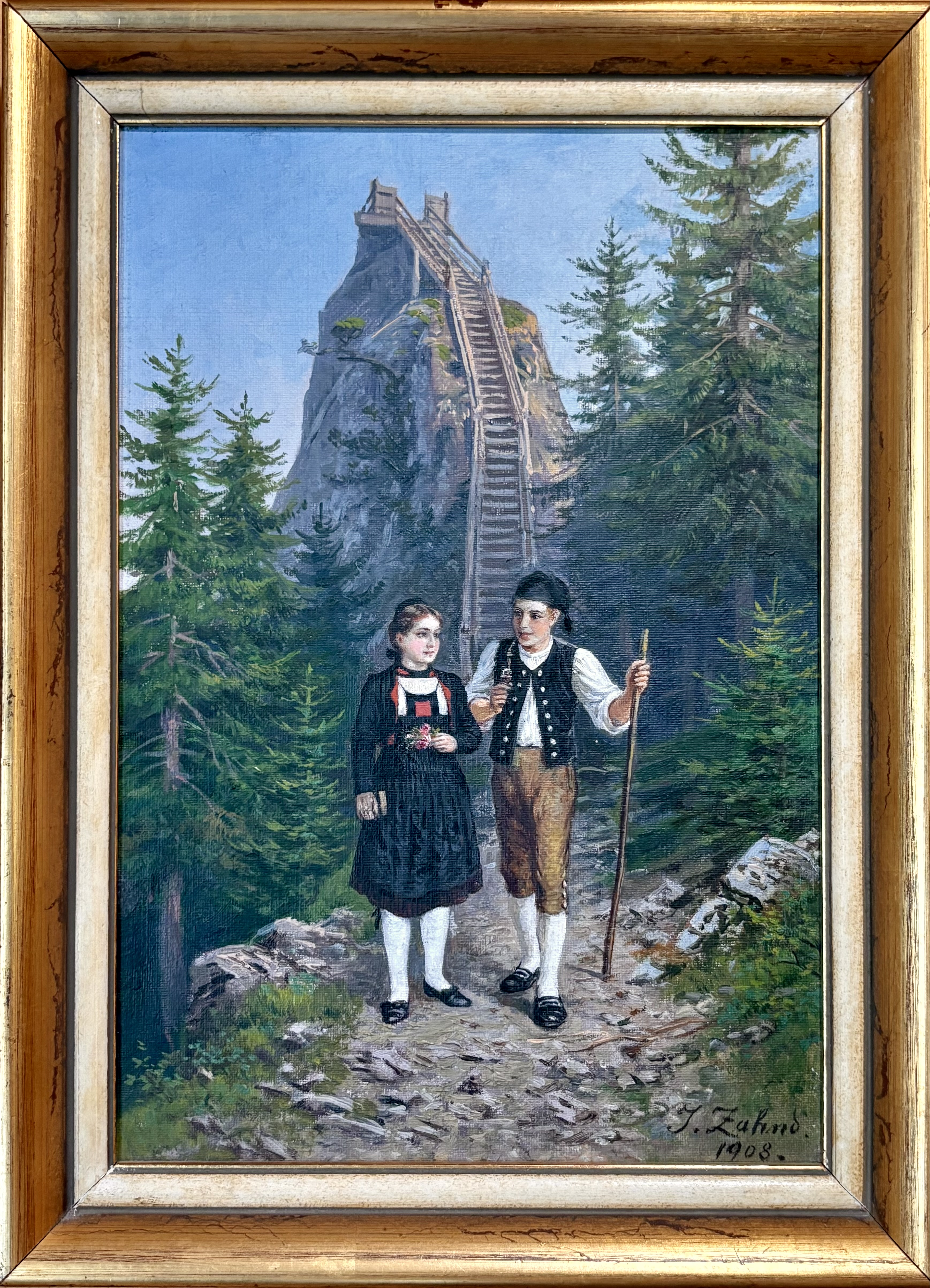
Das Paar vor dem Guggershorn
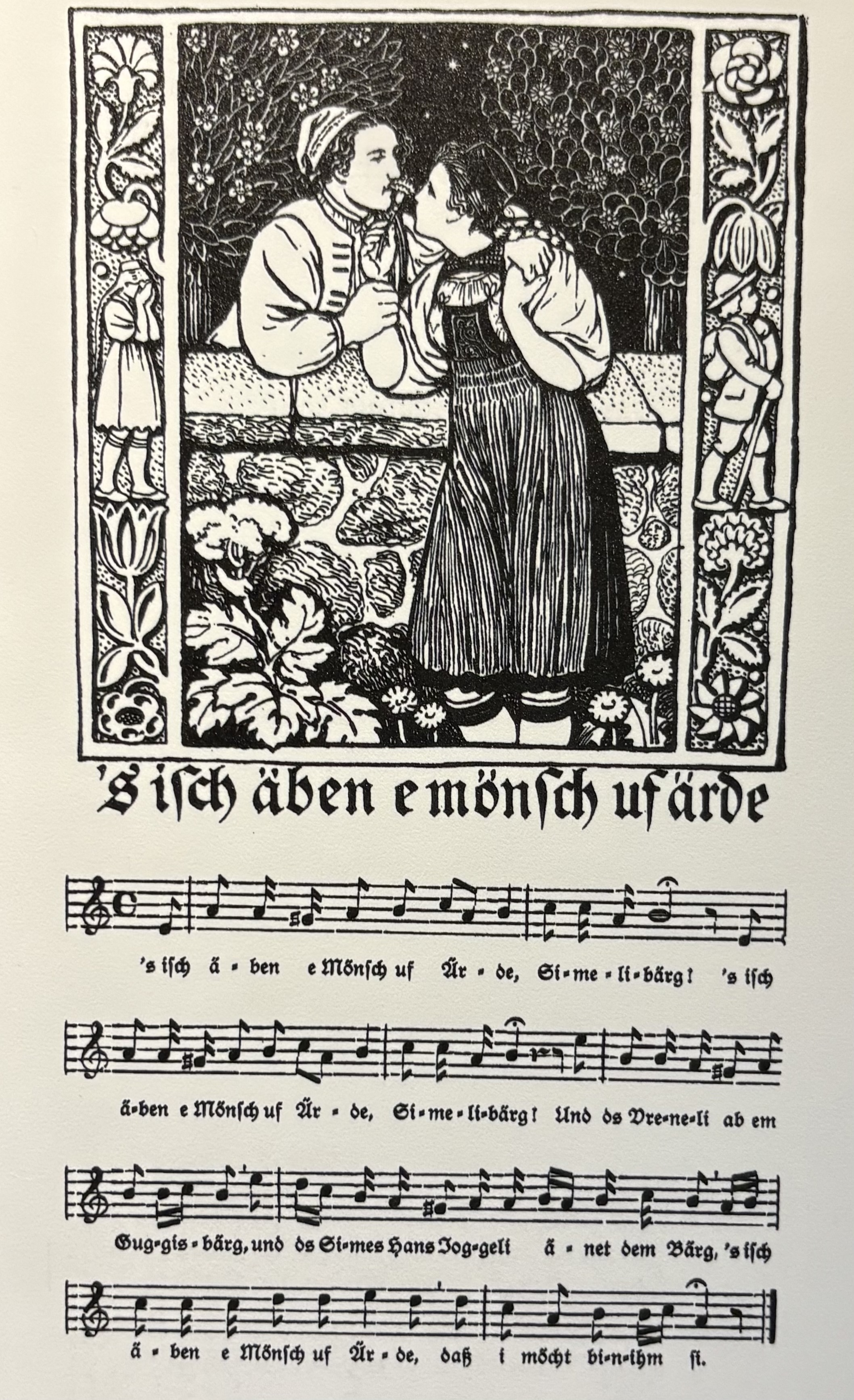
Darstellung auf einem Liedblatt
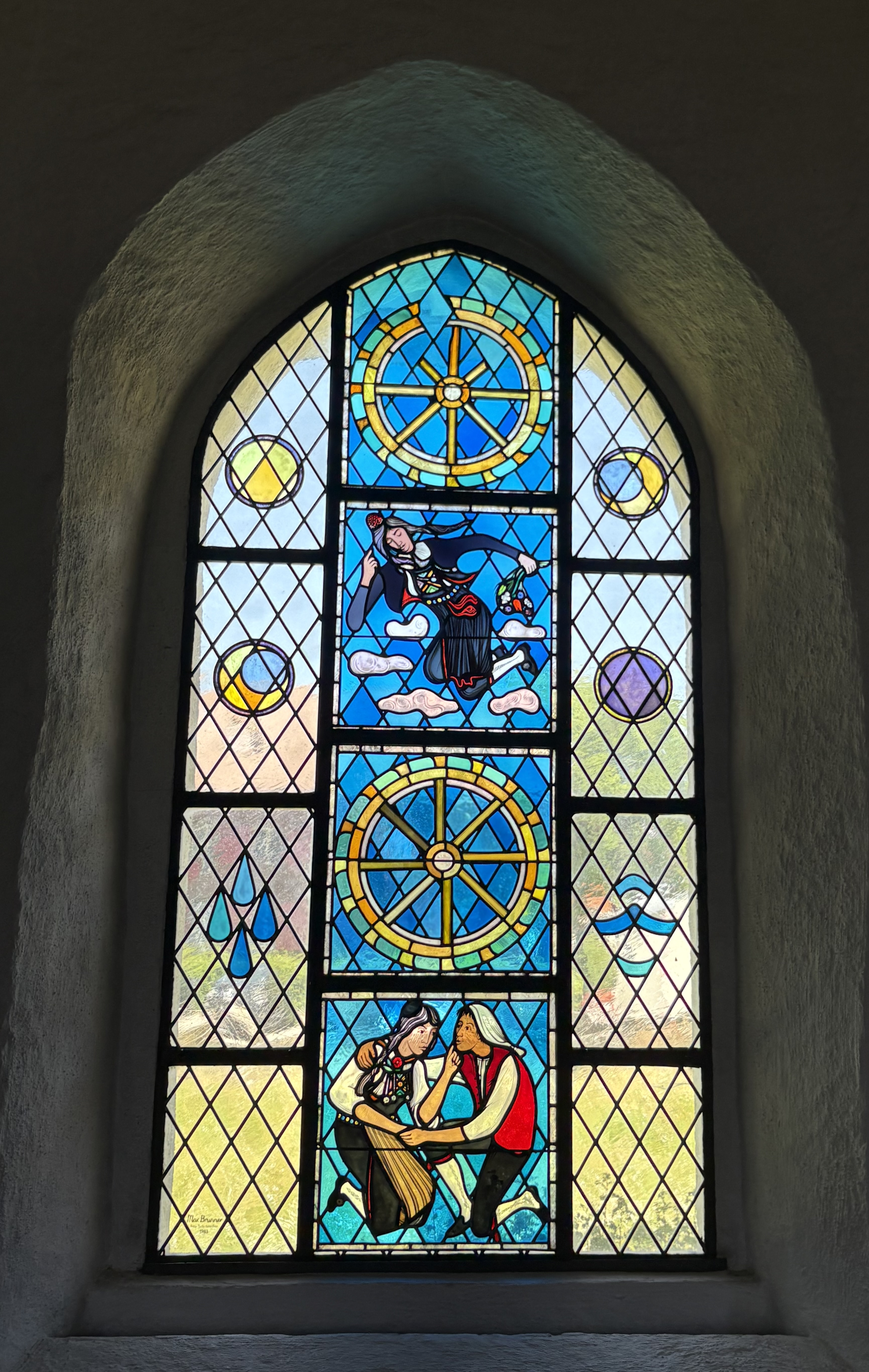
Das Vrenelifenster in der Kirche. Gelesen wird es von unten nach oben: das liebende Paar, das intakte Mühlrad, Vrenelis Tod, das gebrochene Rad